# Fondarella
Fondarella è un comune spagnolo di 678 abitanti situato nella comunità autonoma della Catalogna.

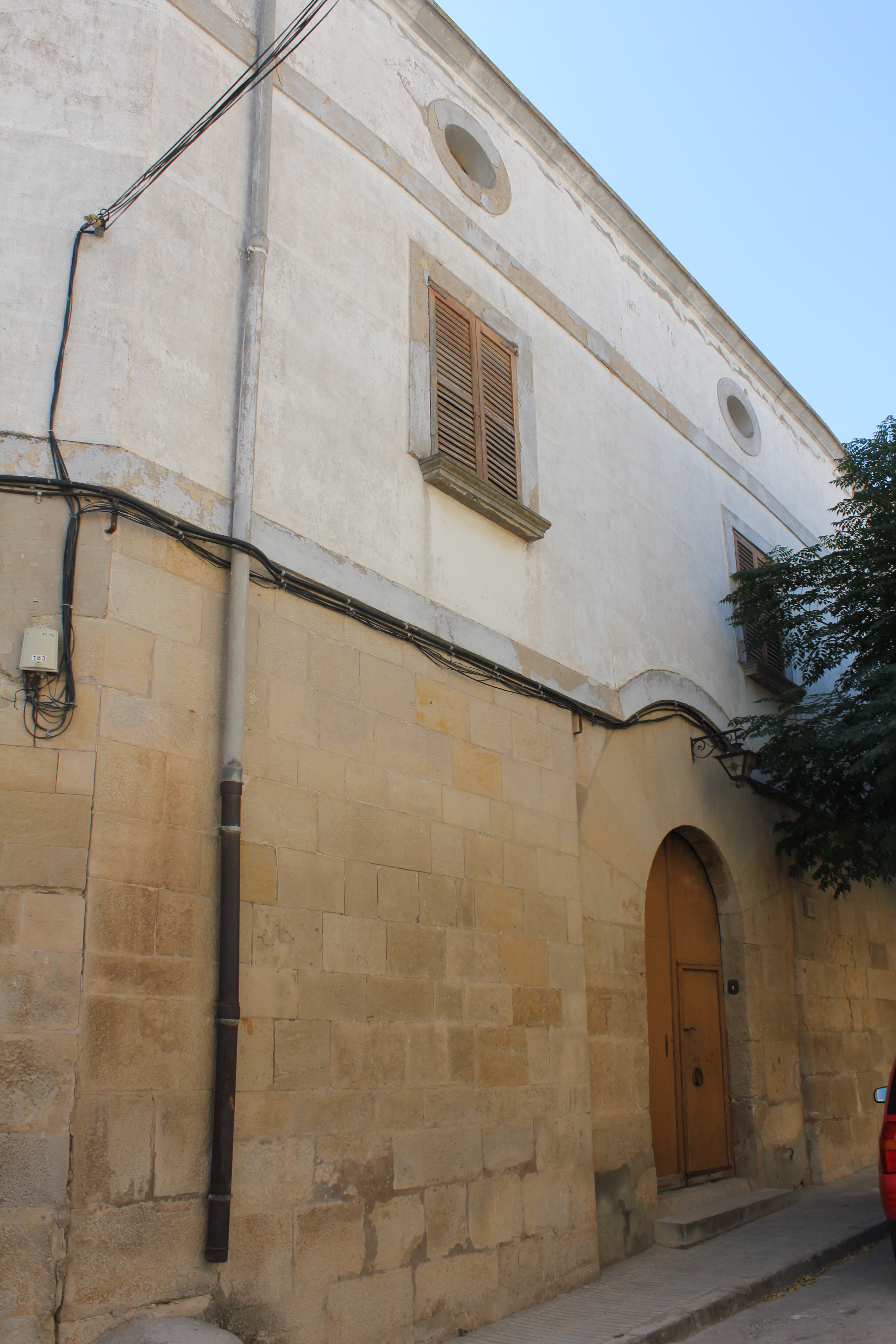
Cal Combelles